# Manuel Miserachs i Rigalt
Manuel Miserachs i Rigalt (Barcelona, 1906-Manresa, 1980) fou un metge català.

## Biografia
Va estudiar medicina amb Premi Extraordinari de Llicenciatura (1930). Dedicà la seva activitat professional mèdica al camp de l'hematologia i hemoteràpia, especialitats en què obtingué un considerable reconeixement. Entre 1933 i 1949 fou metge, primer auxiliar i després ajudant, dels Serveis de Transfusió de l'Hospital de la Santa Creu i Sant Pau.
Membre destacat de la Creu Roja Espanyola, fou un dels pioners de la transfusió de sang a Catalunya. Organitzà amb el doctor Corachan el primer servei de donants de l'Escola d'Infermeres de la Generalitat. Aplicà les seves tècniques amb grans fruits durant la Guerra Civil espanyola, en el marc del Servei de Transfusió de l'Hospital General de Catalunya, a l'Hospital de l'equip del doctor Frederic Duran i Jordà (1905-1957) i als serveis sanitaris de l'Exèrcit de la República.
En acabar la guerra, fou nomenat per oposició director del Laboratori de l'Hospital Municipal d'Infecciosos i treballà com a metge intern a l'Hospital Clínic de Barcelona. Fou fundador i primer director del Banc de Sang de Barcelona (1962), càrrec que ocupà durant disset anys. Elaborà més d'un centenar de treballs d'investigació en hematologia i fou membre de l'Associació Catalana d'Hematologia i Hemoteràpia i vicepresident de l'Associació de Donants Altruistes de la Creu Roja Espanyola (ADASCRE), creada el 1970, en representació de la qual mantingué densos contactes a nivell internacional.
Fou acadèmic corresponent de la Reial Acadèmia de Medicina de Barcelona i de l'Acadèmia de Ciències Mèdiques de Catalunya i Balears. El seu fill, Xavier Miserachs i Ribalta fou un conegut fotògraf.

## Fons personal
El seu fons personal es conserva a l'Arxiu Nacional de Catalunya. El fons aplega la documentació produïda i rebuda per Manuel Miserachs i Rigalt en el desenvolupament de les seves activitats personals i professionals, així com per la seva esposa Montserrat Ribalta i Escoda, preferentment en l'àmbit personal i creatiu. Pel que fa al primer, el fons inclou principalment documents genealògics i identificatius; documentació acadèmica dels estudis de batxillerat i medicina; documentació militar i relativa a la seva participació en la Guerra Civil espanyola i depuració política posterior; correspondència personal amb Montserrat Ribalta; historials professionals, activitat al Col·legi de Metges de Barcelona; activitat com a professor; activitat mèdica a l'Hospital de la Santa Creu i Sant Pau i altres centres; separates, guions i esborranys de conferències, intervencions, comunicacions i articles mèdics; activitat al Sindicat de Metges de Catalunya i la Reial Acadèmia de Medicina de Barcelona, entre altres entitats; distincions i necrològiques; i, finalment, diverses publicacions alienes relatives als inicis de la transfusió de sang a Catalunya, aspecte que la documentació del fons permet documentar amb riquesa. El fons inclou, així mateix, diversos testimonis de la seva relació amb la poetessa Rosa Leveroni.